# سيد القصر

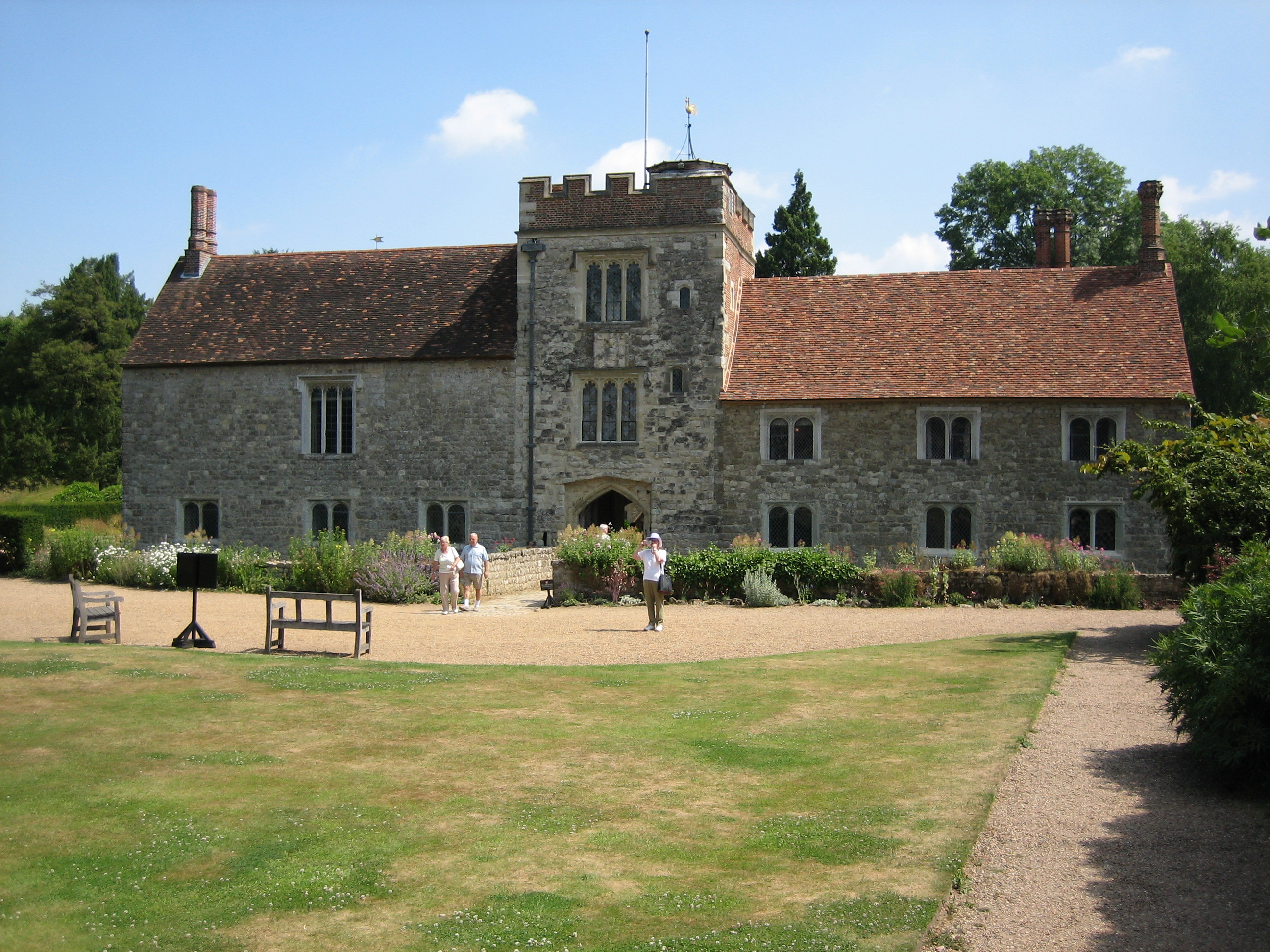
إيجثام موت، قصر ريفي من القرن الرابع عشر يقع بالقرب من سيفينواكس، كينت، إنجلترا.

سيد القصر (بالإنجليزية: Lord of the manor) هو لقب يشير في إنجلترا الأنجلوسكسونية والنورماندية إلى مالك الأرض في منطقة ريفية، حيث يتمتع اللورد بحقوق الإقطاعية (مثل حقوق إنشاء واحتلال مسكن، المعروف باسم المنزل الريفي والعقار) بالإضافة إلى حق الملكية، والحق في منح المنفعة من التركة أو الاستفادة منها (على سبيل المثال، كمالك). يستمر العنوان في إنجلترا وويلز الحديثة كشكل من أشكال الملكية المعترف بها قانوناً والتي يمكن الاحتفاظ بها بشكل مستقل عن حقوقها التاريخية. قد تنتمي بالكامل إلى شخص واحد أو تكون جزءًا مشتركًا مع أشخاص آخرين.
في إنجلترا، لم يكن سيد القصر لقبًا نبيلًا، على الرغم من أن سيد القصر قد يكون في كثير من الأحيان أحد أقران المملكة، أو في كثير من الأحيان طبقة النبلاء، أو نظامًا دينيًا بشكل منتظم.

## روابط خارجية
- الألقاب النبيلة والأميرية والملكية والإمبراطورية
- ألقاب النبلاء البريطانية